# Pyramidový neuron

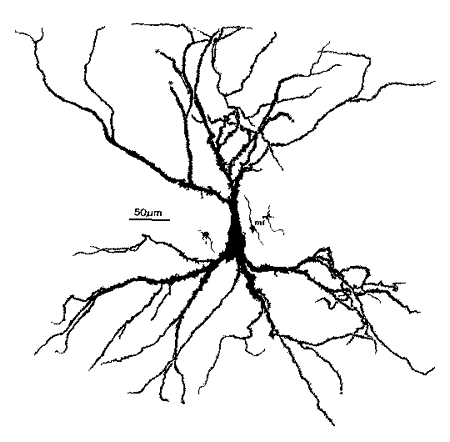
Hippocampus - pyramidový neuron

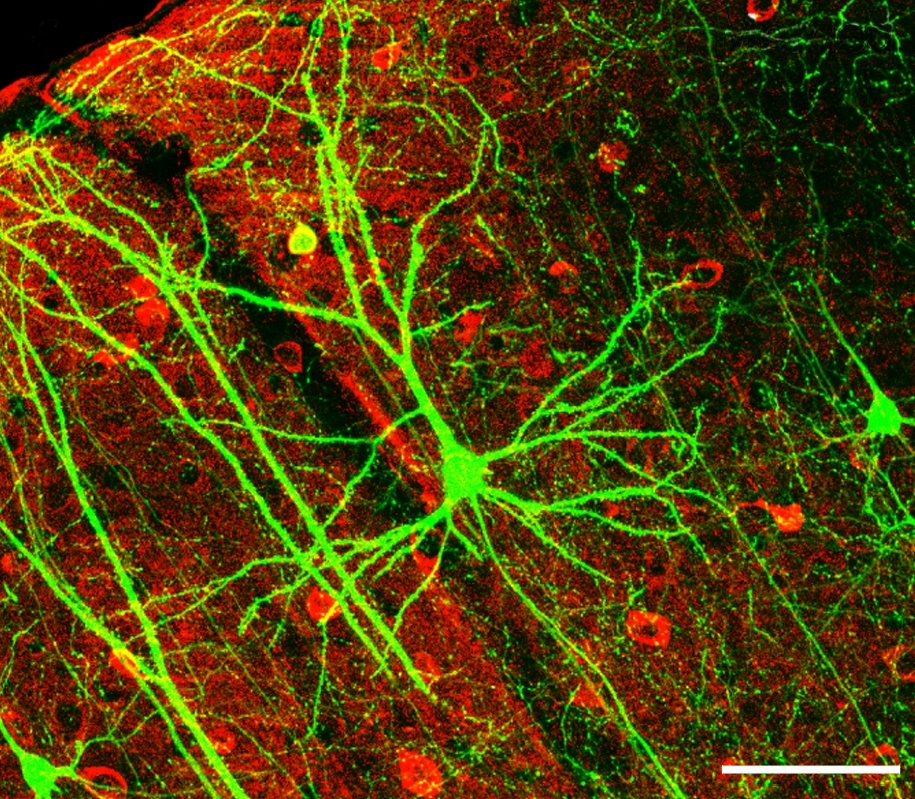
Pyramidový neuron, zviditelněno GFP (zelený fluorescenční protein

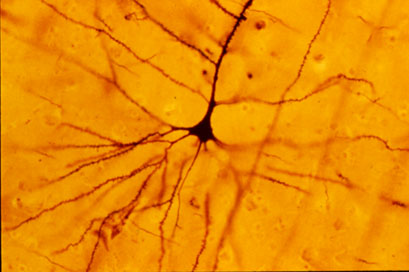
Lidský neokortikální pyramidový neuron, zviditelněno Golgiho metodou

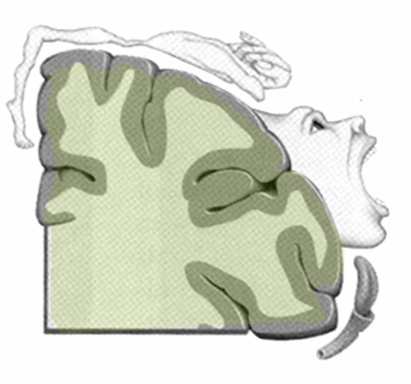
Motorický homunculus - diagram ukazující pozici oblastí lidské mozkové kůry odpovídající příslušné nervové oblasti těla

Pyramidový neuron (pyramidová buňka) je nervová buňka, pojmenovaná pro svůj typický pyramidový tvar, vyskytující se v mozkové kůře, hippocampu a amygdale.
V mozkové kůře se pyramidové neurony vyskytují v kůře primární motorické (nazývané též somatická motorická oblast), která se nachází podél precentrálního závitu čelního laloku.

## Velikost
Pyramidové buňky patří mezi největší neurony v mozku, u člověka mají jejich buněčná těla velikost kolem 20μm. Dendrity pak mají v průměru od půl do několika mikrometrů, délka jednoho jednotlivého dendritu je obvykle okolo několika stovek mikrometrů, ovšem vzhledem k větvení může celková délka dosáhnout až několika centimetrů. Axony pyramidových neuronů jsou dlouhé a značně větvené, čímž dosahují délky mnoha centimetrů.

## Stavba
Pro pyramidový neuron je charakteristické trojúhelníkovité buněčné tělo, jediný axon, velký apikální dendrit, mnohonásobné bazální dendrity a dále také přítomnost dendritických trnů.

### Apikální dendrit
Apikální dendrit vyvstává z vrcholu těla pyramidového neuronu, jedná se o jediný silný výběžek, ovšem několikrát větvený, počet větvení narůstá se zvyšující se vzdáleností od těla neuronu.

### Basální dendrity
Basální dendrity vyrůstají z báze těla pyramidového neuronu, přičemž bazální dendritický strom se skládá ze tří až pěti dendritů, počet větvení se vzdáleností od těla neuronu narůstá.

### Dendritické trny
Dendritické trny přijímají většinu excitačních impulsů, které do pyramidového neuronu vstupují. Jejich fyziologickou rolí je zvětšení receptivního povrchu neuronu, což zvyšuje schopnost neuronu zpracovat a integrovat množství informací. Dendritické trny nejsou přítomny na těle pyramidového neuronu, jejich počet směrem od těla vzrůstá.

## Růst a vývoj

### Diferenciace
Ke specializaci pyramidových neuronů dochází v rané fázi vývoje mozku. Progenitorové buňky se vážou na neurální linii v subkortikální a subventrikulární zóně, nezralé pyramidové buňky migrují do mozkové kůry, kde se dále diversifikují. Jednou třídou molekul ovlivňujících vývoj pyramidových buněk a axonálního hledání cesty jsou endokanabinoidy.

Dále byl prokázán vliv růstových faktorů jako například Ctip2 a Sox5 na řízení směru axonů pyramidových neuronů.

### Časný postnatální vývoj
U potkanů byl prokázán velký počet rychlých změn pyramidových neuronů v průběhu časného postnatálního vývoje. Mezi 3. a 21. dnem pyramidové neurony dvojnásobně zvětšily velikost těla, pětinásobně prodloužily délku apikálního dendritu a délku bazálních dendritů prodloužily třináctkrát. Dále došlo ke snížení klidového membránového potenciálu, snížení odporu membrány a zvýšení maximálních hodnot akčního potenciálu.

## Signalizace
Stejně jako u většiny ostatních neuronů, jsou u pyramidových neuronů dendrity vstupními oblastmi, zatímco axon je oblastí výstupní. Velké množství větvení umožňuje pyramidovému neuronu přijímat a vysílat signály na mnoho dalších neuronů.
Pyramidové neurony mají mnoho iontových kanálů řízených napětím, velké množství Na+, Ca2+ a K+ kanálů je na dendritech, několik kanálů se nachází také na těle neuronu, přičemž kanály stejného typu zde mají odlišné vlastnosti. Napětím řízené Ca2+ kanály na dendritech pyramidových buněk jsou aktivovány prahovými potenciály excitačních vstupů a zpětně se šířícími akčními potenciály. Rozsah zpětného šíření akčních potenciálů v dendritech pyramidových buněk závisí na K+ kanálech, které poskytují mechanismus pro kontrolu aplitudy akčních potenciálů.

Schopnost pyramidových neuronů integrovat informace závisí na počtu a rozložení obdržených synaptických vstupů. Jednotlivá pyramidová buňka
obdrží okolo 30000 excitačních vstupů (EPSP) a 1700 inhibičních vstupů (IPSP), přičemž excitační vstupy končí výhradně na dendritických trnech, zatímco inhibiční vstupy končí na těle nebo axonu. Pyramidové neurony používají jako excitační neurotransmitter glutamát a jako inhibiční neurotransmitter GABA (kyselina gama-aminomáselná).

## Funkce
Axony pyramidových neuronů společně tvoří kortikospinální dráhu (pyramidovou), která spojuje mozkovou kůru s míchou. Tyto nervové výběžky sestupují mozkovým kmenem a prodlouženou míchou, transportují informaci motoneuronům a zprostředkují tak pohyby těla. Axony pyramidových neuronů překřižují střední rovinu, ovládají tedy vždy kontralatelární (protější) část těla, pravá primární motorická kůra tedy kontroluje svaly na levé straně těla a levá primární motorická kůra kontroluje svaly na pravé straně těla. Pyramidové buňky jsou pro určitou část těla vždy specificky umístěny, neúměrně velké jsou oblasti pro obličej a ruce, z důvodu zajištění velmi jemné a přesné motoriky velkým počtem pyramidových buněk.

Kontrolou svalů rukou a řeči se zabývá více než polovina veškeré primární motorické kůry. Vlákna vystupující z mozkové kůry pocházejí v naprosté většině případů právě od pyramidových buněk nebo od vřetenovitých buněk, přičemž pyramidové buňky jsou více početné, větší a jsou zdrojem dlouhých nervových vláken vedoucích do míchy a mohutných subkortikálních vláknových svazků, které přechází z jedné části mozku do druhé.

Primární motorická kůra byla zmapována díky elektrodové stimulaci částí precentrálního závitu mozku a následnému pozorování vyvolaných pohybů částí těla, mapa motorické kůry byla nazvána motorický homunculus.
Každý pyramidový neuron stimuluje svalový stah několika příbuzných svalů, které působí společně a spolupodílí se tedy na svalových funkcích.

## Betzovy buňky
Betzovy buňky jsou obří pyramidové buňky nalézající se pouze v motorické kůře. Tyto buňky tvoří populace rozsáhlých myelinizovaných vláken s průměrným průměrem 16 mikrometrů. Vlákna Betzových buněk vedou nervové impulzy do míchy rychlostí přibližně 70 m·s−1, což je nejvyšší rychlost přenosu jakéhokoliv signálu z mozku do míchy. Celkový počet vláken Betzových buněk v kortikospinální dráze je více než 34 tisíc, což činí přibližně 3% z celkového počtu vláken kortikospinální dráhy, který se pohybuje okolo jednoho milionu. Je pravděpodobné, že Betzovy buňky vlastními krátkými kolaterály, které vedou zpět do kůry, inhibují sousední regiony míchy, čímž "ostří" hranice excitačního signálu.